# Ян «Ташка» Конецпольський

Герб Побуг

Ян «Ташка» Конєцпольський гербу Побуг (? — 26 березня 1455) — польський шляхтич, королівський придворний, державний та військовий діяч Корони Польської, дипломат, магнат.

## Життєпис
Батько — Якуб Конецпольський, мати — Констанція, вихователька синів короля Ягайла, майбутніх королів Владислава та Казимира IV. Відомостей про дитинство, молодість мало, припускають, що був з дитинства при дворі короля. Перша згадка — 1427 рік: оскаржений разом з іншими лицарями опозицією при дворі за стосунки з королевою Софією. В цій справі мати Яна «Ташки» разом з іншими панями склала за королевою «присягу очищаючу». На короткий термін усунувся з двору; королівська пара надалі мали з родиною Конецпольських добрі стосунки. У 1428 році став старостою лелювським. 1 травня 1430 р. є перша згадка про його діяльність в королівській канцелярії (отже, мав необхідну освіту чи підготовку). Міг за протекції краківського єпископа Збіґнєва Олєсьніцького дійти до канцлерства; став коронним канцлером 27 лютого 1434 року через 1/2 року після смерті попередника Яна Шафранця. Став першим світським коронним канцлером. Разом із З. Олєсьніцьким вирушив на собор у Базелі, але повернувся через смерть Ягайла. Невідомо, чи був одним з опікунів королівства по його смерті. Роль у війні за Луцьк 1431 року невідома.
Не підтримав Казимира Ягеллончика як претендента на трон Чехії, хоча був 2 рази в цій справі у Вроцлаві. В перших числах травня 1439 року ледь не став жертвою замаху Спитка з Мельштина — очільника сторонництва «молодих» — перед його погромом під Ґротніками (4 травня 1439 року). Напад Спитка з Мельштина вказує, що Ян «Ташка» був одним з чільників олігархічного кола радників. Разом із Сендзівуєм з Остроруга був послом до угорської королеви-вдови Елізабет в справі угоди з королем Владиславом III. У 1443 році став серадзьким старостою. Брав участь у виправі на турків у 1444 році, був в таборі короля Орсовом; невідомо, чи був під Варною.
Після смерті короля Владислава III Варненчика був одним з прихильників Казимира Ягеллончика і отримання ним корони. Ймовірно, тоді відійшов від З. Олєсніцького, став у таборі королеви-матері Зофії. 15 жовтня 1447 року підписав на 10 років мир з Вроцлавом та сілезькими містами. 20 серпня 1448 року від короля приймав «голд» молдавського господаря Петру в Кам'янці-Подільському. 1451 року у Самборі відвідав короля; обговорювали питання гострого конфлікту з литвинами через замок у Луцьку, наполягав на його втриманні. Наприкінці 1451 року мав гострий конфлікт із З. Олєсьніцьким, бо той не хотів сина Якуба затвердити пробстом костелу святого Флоріана у Кракові через молодий вік.
Був похований 31 березня 1455 року у Вельґомлинах (тепер Радомщанського повіту Лодзинського воєводства). Збереглася у місцевому парафіяльному костелі бронзова плита надгробка Ян «Ташки» та його синів Пшедбура, Яна (середина XV ст.). Збереглася після нього 10-та книга записів Коронної метрики (найстаріша з відомих).

## Власність
За багаторічну службу від короля отримав Куликів, Збоїща, Милятин, Межигірці; 1442 року отримав записи: 400 гривень на Бортатині, король Владислав III Варненчик записав 1000 гривень, забезпечених на Жукові. Мав село Воля Холмська, частину Пшеґожалів під Краковом, дім на Вавелі.

## Сім'я
Дружина — Дорота з Сєнна — стриєчна сестра канцлера З. Олесніцького, рідна — Якуба з Сєнна. Мав дітей:
- Пшедбур (пом. 1475) — староста сєрадзький
- Ян (пом. 1470) — староста сєрадзький
- Якуб (пом. 1481) — пробст костелу святого Флоріана у Кракові, канонік ґнєзненський,[2] староста сєрадзький, ратненський[3]